# Ernst Falkbeer
Ernst Falkbeer (Brno, Češka, 27. lipnja 1819. – 14. prosinca 1885.), bio je austrijski šahist i šahovski teoretičar rodom iz Češke.

## Životopis
Rodio se je u moravskom mjestu Brnu u Češkoj. U Beč se preselio radi studiranja prava, no na kraju je postao novinarem. Za vrijeme revolucija diljem Europe 1848. godine, pobjegao je iz Beča u Njemačku. Igrao je partije protiv njemačkih majstora Adolfa Anderssena te Jeana Dufresnea u Leipzigu, Berlinu, Dresdenu i Bremenu.
1853. mu je bilo dopušteno vratiti se u Austriju. Siječnja 1855. pokrenuo je prvi austrijski šahovski časopis Wiener Schachzeitung koji se je održao dva mjeseca. 
Otputovao je u London odigrati dva dvoboja protiv Henryja Birda. Izgubio je dvoboj 1856. godine (+1 −2), no onaj iz 1856./7. je dobio (+5 −4 =4). Na turniru u Birminghamu gdje se je igralo na ispadanje 1858. godine, pobijedio je Saint-Amanta u drugom krugu (+2 −1), ali je izgubio u završnici četvrtog kruga od Jánosa Löwenthala (+1 −3 =4), čime je završio na drugom mjestu.
Za The Sunday Times je pisao kolumnu od travnja 1857. godine do studenoga 1859. godine. U Beč se vratio 1864. godine, pišuću šahovsku kolumnu u Neue Illustrirte Zeitungu od 1877. godine do 1885. godine. Umro je u Beču 14. prosinca 1885. godine.
Poznatiji je po svom prinosu šahovskoj teoriji nego po tome kakav je bio igrač. U igru je uveo Falkbeerov protugambit, koji se i danas smatra jednom od glavnih načina odbijanja kraljeva gambita. Siegbert Tarrasch je smatrao da je Falkbeerov protugambit u potpunosti pokazivao da je kraljev gambit pogrešan korak.